# 转子
转子是由轴承支撑的旋转体，是电动机、发电机、燃气轮机和透平压缩机基本构造中，绕固定中心转动的部分。

## 电机

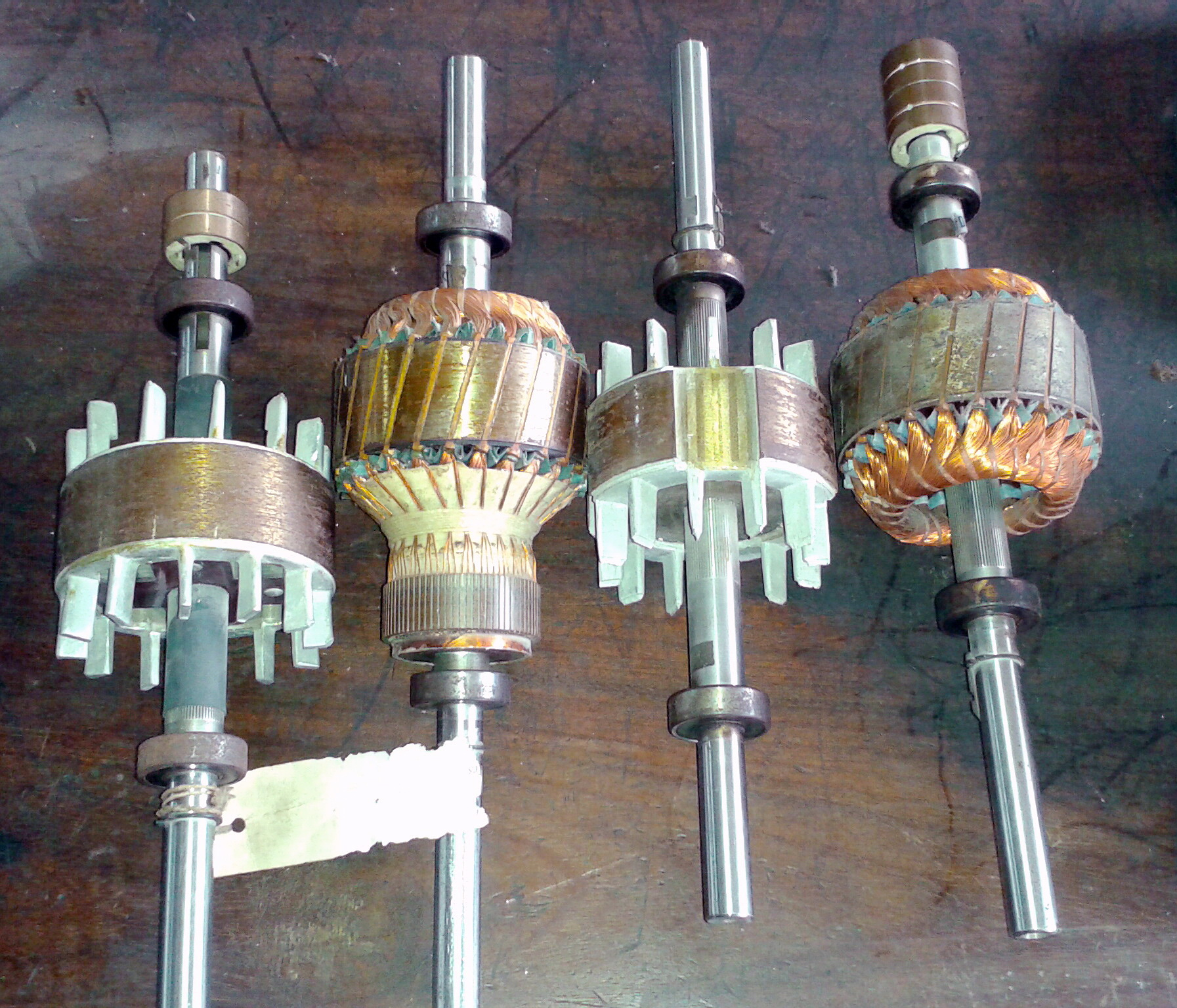
各种电机转子

除直线电机这种特殊的形式以外，转子通常具有中心对称的结构（单相电机）或者三个绕组互为120度的结构（三相电机），以适应高速旋转的需要。同步电动机和同步发电机的转子转速与电网的频率相同，异步电动机的转子转速低于电网的频率，异步发电机的转子转速高于电网的频率。
转子的结构形式主要有4种。磁阻式结构转子具有明显的凸极转子个数，其定子、转子之间的气隙不均匀。笼型绕组结构中，定子、转子之间的气隙均匀。笼型和磁阻转子的混合结构是在笼型转子结构上设置适当磁障，工艺上复杂程度增加不多，但提高了转子的磁场调制功能，兼具两者特点。绕线型转子结构设计灵活，能有效降低转子中的无用谐波，提高导体利用率，使电机的效率提高、体积减小、容量增大，是目前最有研究价值和应用前景的转子结构。

## 汽轮机

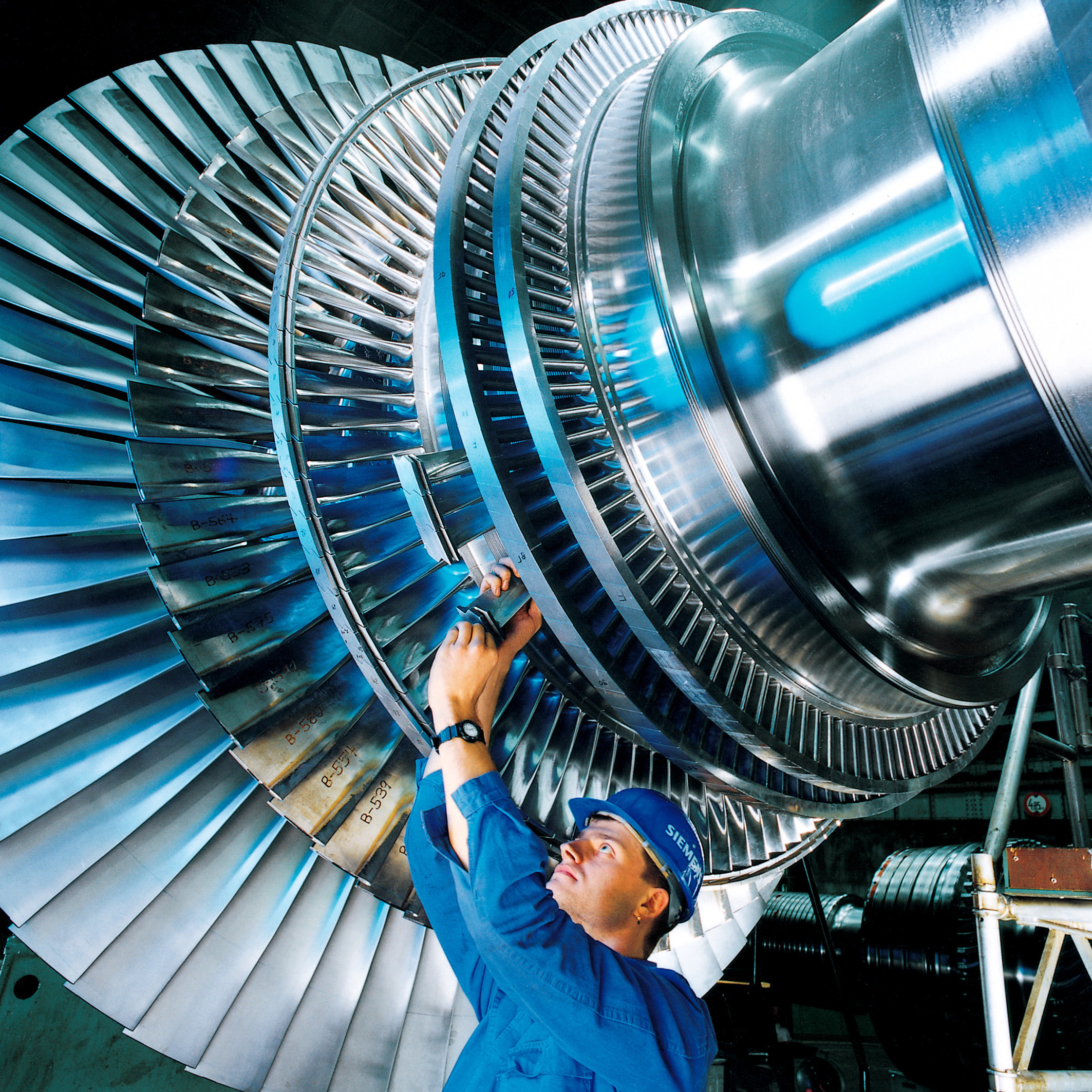
蒸汽轮机转子

蒸汽轮机转动部件的组合体称为转子，包括主轴、叶轮（或转鼓）、动叶栅、联轴器及装在轴上的其他零件。汽轮机转子是汽轮机的心脏，其工作条件十分恶劣。转子在高温蒸汽中高速旋转，不仅承受气流的作用力和由叶片、叶轮本身离心力所引起的应力，而且还承受着由温度差所引起的热应力。为了防止疲劳损坏，由叶轮重量不平衡所产生的离心力不应超过转子重量的5%，而动平衡的振幅以不超过0.25mm为宜。
汽轮机转子按形状可分为转轮型和转鼓型两种。冲动式汽轮机常采用转轮型转子，反动式汽轮机则采用转鼓型转子。按制造工艺，汽轮机转子则可分为套装转子、整锻转子、组合转子及焊接转子。转子多采用中碳钢和中碳合金钢，只有制作焊接转子时，为了保证材料的可焊性才适当降低含碳量（如17CrMo1V钢）。在钢中加入一定量的铬、镍、钼、锰等合金元素可提高钢的淬透性，增加钢的强度，其中钼还可以减小钢的回火脆性，铬、钼、钨、钒可提高钢的热强性。

## 参看
- 定子